# Kupiškis (gemeente)
Kupiškis is een van de 60 Litouwse gemeenten, in het district Panevėžys.
De hoofdplaats is de gelijknamige stad Kupiškis. De gemeente telt ruim 23.400 inwoners op een oppervlakte van 1080 km².

## Plaatsen in de gemeente
Plaatsen met inwonertal (2001):
- Kupiškis – 8451
- Subačius – 1180
- Noriūnai – 1176
- Šepeta – 620
- Šimonys – 505
- Skapiškis – 496
- Rudiliai – 485
- Alizava – 450
- Aukštupėnai – 388
- Adomynė – 328
- Salamiestis - 300